# Хазар (Дагестан)
Хаза́р, ранее совхоз им. К. Маркса— село в Дербентском районе Республики Дагестан. Административный центр сельского поселения «Хазарский сельсовет».

## География
Селение расположено на берегу Каспийского моря, в 3,5 км к югу от города Дербент.

## История
Село возникло в 1930 году как Центральная усадьбы винсовхоза имени Карла Маркса. В 1960-е годы в совхоз в плановом порядке были переселены жители горных населённых пунктов, в частности села Друштул Агульского района.

## Население
| 1939 | 1970  | 1989  | 2002  | 2010  | 2021  |
| ---- | ----- | ----- | ----- | ----- | ----- |
| 269  | ↗2598 | ↗3131 | ↗3490 | ↗4809 | ↗5911 |

Национальный состав
По результатам Всероссийской переписи населения 2021 года:
| Народ                           | Численность, чел. | Доля от всего населения, % |
| ------------------------------- | ----------------- | -------------------------- |
| табасараны                      | 1672              | 28,29 %                    |
| лезгины                         | 1464              | 24,77 %                    |
| агулы                           | 1159              | 19,61 %                    |
| азербайджанцы                   | 733               | 12,40 %                    |
| даргинцы                        | 203               | 3,43 %                     |
| рутульцы                        | 194               | 3,28 %                     |
| русские                         | 156               | 2,64 %                     |
| другие                          | 138               | 2,33 %                     |
| нет / не указана национальность | 192               | 3,25 %                     |
| всего                           | 5911              | 100 %                      |

## Улицы[9]
| - - Ю. А. Гагарина - Дербентская - Друштульская - Коммунаров - В. И. Ленина - Мира - Молодёжная | - - Набережная - Овражная - Параллельная 1-я - Параллельная 2-я - Прикаспийская - Пугина - Совхозная | - - Строительная - Учительская - Ф.Энгельса - Центральная - Центральная 2-я - Школьная - Южная |

## Промышленность
Совхоз имени Карла Маркса ещё с советского периода является одним из крупнейших и ведущих виноградческих предприятий республики. Кроме того, развивается туристическая отрасль. На территории села расположено несколько домов отдыха и турбаза «Чайка».